# Dugald MacRuairi
Dugald MacRuairi (vieux norrois Dugáll Ruðrason gaélique : Dubhghall mac Ruaidhri) (mort en 1268) Roi des Îles de 1249 à 1266.

## Biographie
Dugald seigneur de Garmoran est le fils cadet de Ruaidhri mac Raghnaill et le petit-fils de Ragnald, le fils de Somerled. Il est donc le cousin issu de germain de Ewen MacDougall (vieux norrois : Jón Dungaðarson), seigneur de Dunollie et du Lorn.
En 1248 Dugald et Ewen se rendent ensemble à Bergen la cour du roi Håkon IV de Norvège pour solliciter l'arbitrage du roi de Norvège dans l'attribution du titre de Roi des Isles. Bien que les deux cousins aient été tous deux initialement loyaux à la Norvège ils ne tardent pas à entrer en compétition pour le contrôle des Îles 
C'est Ewen qui reçoit du roi de Norvège le titre de « roi des Îles » et après la disparition accidentelle d'Harald de Man en octobre/novembre 1248 l'autorité sur le domaine de ce dernier où il est dans l'incapacité de s'imposer face aux prétentions d'Harald II de Man et d'Ivarr de Man.
Pendant ce temps le conflit avec le royaume d'Écosse initié en 1248 par Alexandre II d'Écosse s'achève brutalement avec la mort de maladie d'Alexandre dans la petite île de Kerrera au large d'Orban le 6 juillet 1249. Ewen entre alors en négociation avec les régents qui exercent le pouvoir pour le jeune roi Alexandre III d'Écosse, auquel il fait sa soumission et dont il reconnait formellement la suzeraineté en 1255.
Dugald anticipant cette défection avait été proclamé roi des Îles par ses partisans dès 1249. Le titre lui est confirmé par le roi Hakon IV en 1252 et il devient ainsi le rival de Ewen pour le contrôle de l'ouest de l'Écosse jusqu'à ce qu'il élimine ce dernier. Dugald demeure fidèle à la Norvège et pratique pendant tout son règne la piraterie le long des côtes de l'Écosse et harcèle la flotte écossaise comme les navires anglais ou irlandais. Lors de la grande expédition menée en 1263 par le roi Haakon IV en personne, lors de la Guerre écosso-norvégienne, il est un des plus puissants soutiens militaires de la Norvège.
Refusant les clauses du Traité de Perth signé en 1266 par Magnus VI de Norvège, le fils et successeur d'Hakon IV, qui met fin au conflit en transférant la suzeraineté des Îles à l'Écosse, Dugald désormais privé de son titre royal poursuit ses attaques des ports et des navires écossais. Il se déjoue des tentatives du roi Alexandre III d'Écosse de la faire capturer et reste un pirate hors de contrôle jusqu'à ce qu'à sa mort relevée par les « Annales Islandici » en 1268.

## Postérité
Dugald MacRuairi laisse deux fils.
- Duncan († après 1292)
- Erik († après 1264)

## Sources
- (en) Mike Ashley, The Mammoth Book of British Kings & Queens, Londres, Robinson, 1998 (ISBN 1-84119-096-9), « Dugald Mac Ruari », p. 436 et table généalogique n°26 p.433.
- (en) John L. Roberts, Lost kingdoms : Celtic Scotland and the Middle Ages, Édimbourg, Edinburgh University Press, 1997, 230 p. (ISBN 0-7486-0910-5).
- Jean Renaud, Les Vikings et les Celtes, Rennes, Ouest-France Université, 1992, 277 p. (ISBN 2-7373-0901-8).
- (en) Knut Gjerset, History of the Norwegian People, New York, The Macmillan Company, 1915, « Colonial Affaires ».